# Wilhelmsturm

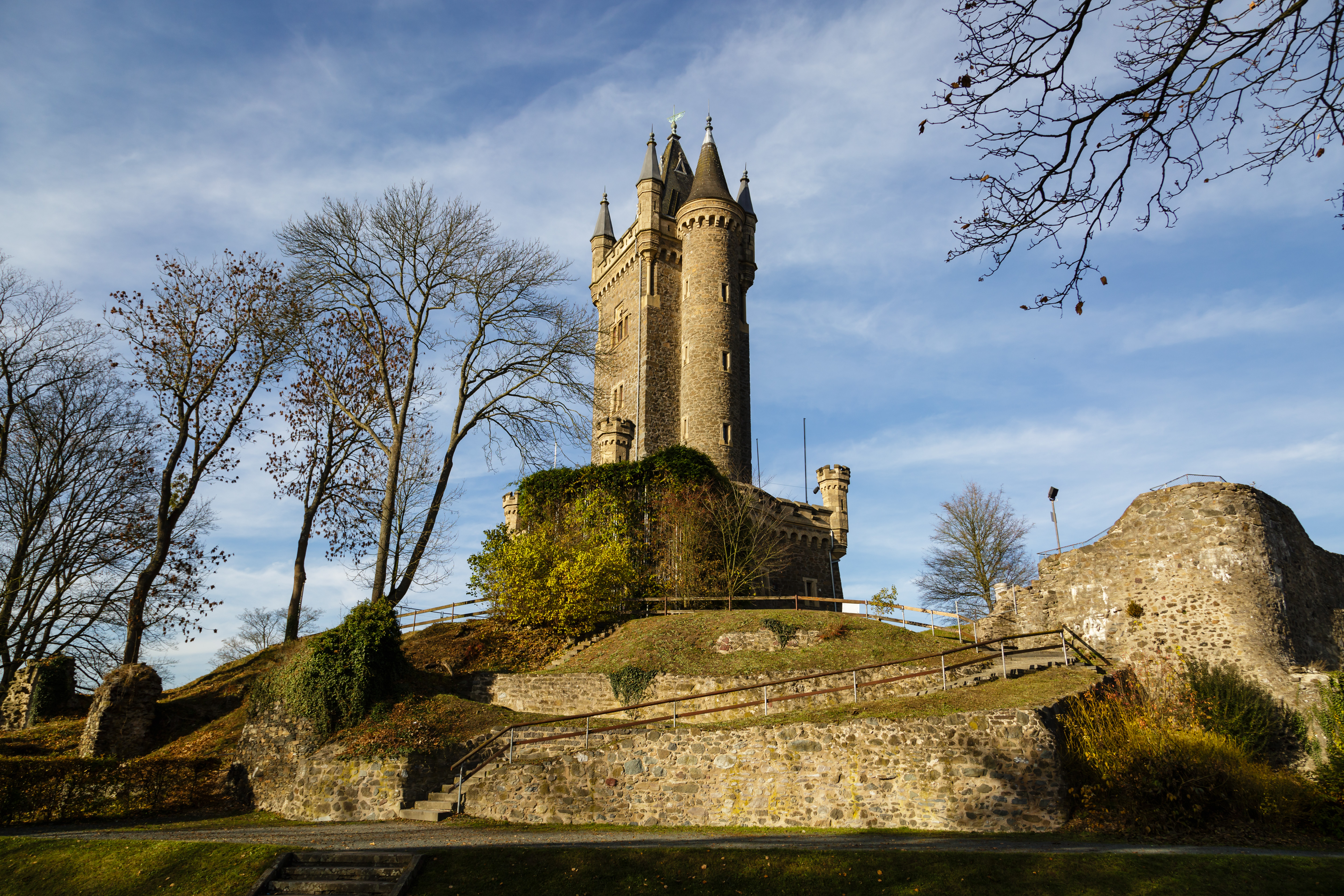
Wilhelmsturm avec escaliers d'accès. Novembre 2015.

La Wilhelmsturm (en français, Tour de Guillaume) est une tour située à Dillenburg en Hesse (Allemagne).

## Histoire
La tour a été construite par Friedrich Albert Cremer sur commande de la princesse Marianne d'Orange-Nassau (divorcée du prince Albert de Prusse), ainsi que d'autres souscripteurs néerlandais et allemands en 1872-1875. La princesse a versé 18 000 thalers sur les 29 000 au total. Elle a été érigée en mémoire de l'ancêtre de la princesse, Guillaume d'Orange, né à cet endroit en 1533.
Aujourd'hui un musée consacré à l'histoire de la Maison de Nassau et à l'histoire de la Maison d'Orange-Nassau se trouve à l'intérieur de la tour.